# One Thing
One Thing is een nummer van de boysband One Direction en hun tweede single in Europa, die verscheen op hun debuutalbum "Up All Night" uit 2011. Het nummer werd als single uitgebracht begin januari 2012. In het Verenigd Koninkrijk werd het nummer pas als derde single uitgebracht, in februari 2012.

## Hitnoteringen
| Hitlijst               | Datum van binnenkomst | Hoogste positie | Aantal weken | Laatste notering |
| ---------------------- | --------------------- | --------------- | ------------ | ---------------- |
| Single Top 100         | 07-04-2012            | 72              | 10           | 16-06-2012       |
| Vlaamse Ultratop 50    | 28-01-2012            | 37              | 6            | 03-03-2012       |
| Australische Top 50    | 19-02-2012            | 3               | 25           | 12-08-2012       |
| Canadian Hot 100       | 31-03-2012            | 17              | 23           | 01-09-2012       |
| Franse Top 200         | 18-02-2012            | 91              | 14           | 24-11-2012       |
| Ierse Top 100          | 19-01-2012            | 6               | 17           | 20-06-2012       |
| Nieuw-Zeelandse Top 40 | 23-01-2012            | 16              | 16           | 07-05-2012       |
| UK Singles Chart       | 22-01-2012            | 9               | 12           | 15-04-2012       |
| Billboard Hot 100      | 31-03-2012            | 39              | 20           | 25-08-2012       |

### NederlandseSingle Top 100
| Hitnotering: (Week 1 t/m 8) 07-04-2012 t/m 26-05-2012 Hitnotering: (Week 9 t/m 10) 09-06-2012 t/m 16-06-2012 | Hitnotering: (Week 1 t/m 8) 07-04-2012 t/m 26-05-2012 Hitnotering: (Week 9 t/m 10) 09-06-2012 t/m 16-06-2012 | Hitnotering: (Week 1 t/m 8) 07-04-2012 t/m 26-05-2012 Hitnotering: (Week 9 t/m 10) 09-06-2012 t/m 16-06-2012 | Hitnotering: (Week 1 t/m 8) 07-04-2012 t/m 26-05-2012 Hitnotering: (Week 9 t/m 10) 09-06-2012 t/m 16-06-2012 | Hitnotering: (Week 1 t/m 8) 07-04-2012 t/m 26-05-2012 Hitnotering: (Week 9 t/m 10) 09-06-2012 t/m 16-06-2012 | Hitnotering: (Week 1 t/m 8) 07-04-2012 t/m 26-05-2012 Hitnotering: (Week 9 t/m 10) 09-06-2012 t/m 16-06-2012 | Hitnotering: (Week 1 t/m 8) 07-04-2012 t/m 26-05-2012 Hitnotering: (Week 9 t/m 10) 09-06-2012 t/m 16-06-2012 | Hitnotering: (Week 1 t/m 8) 07-04-2012 t/m 26-05-2012 Hitnotering: (Week 9 t/m 10) 09-06-2012 t/m 16-06-2012 | Hitnotering: (Week 1 t/m 8) 07-04-2012 t/m 26-05-2012 Hitnotering: (Week 9 t/m 10) 09-06-2012 t/m 16-06-2012 | Hitnotering: (Week 1 t/m 8) 07-04-2012 t/m 26-05-2012 Hitnotering: (Week 9 t/m 10) 09-06-2012 t/m 16-06-2012 | Hitnotering: (Week 1 t/m 8) 07-04-2012 t/m 26-05-2012 Hitnotering: (Week 9 t/m 10) 09-06-2012 t/m 16-06-2012 | Hitnotering: (Week 1 t/m 8) 07-04-2012 t/m 26-05-2012 Hitnotering: (Week 9 t/m 10) 09-06-2012 t/m 16-06-2012 | Hitnotering: (Week 1 t/m 8) 07-04-2012 t/m 26-05-2012 Hitnotering: (Week 9 t/m 10) 09-06-2012 t/m 16-06-2012 |
| Week: | 1 | 2 | 3 | 4 | 5 | 6 | 7 | 8 | | 9 | 10 | |
| --- | --- | --- | --- | --- | --- | --- | --- | --- | --- | --- | --- | --- |
| Positie: | 79 | 72 | 94 | 78 | 76 | 83 | 96 | 99 | uit | 100 | 100 | uit |

### VlaamseUltratop 50
| Hitnotering: 28-01-2012 t/m 03-03-2012 | Hitnotering: 28-01-2012 t/m 03-03-2012 | Hitnotering: 28-01-2012 t/m 03-03-2012 | Hitnotering: 28-01-2012 t/m 03-03-2012 | Hitnotering: 28-01-2012 t/m 03-03-2012 | Hitnotering: 28-01-2012 t/m 03-03-2012 | Hitnotering: 28-01-2012 t/m 03-03-2012 | Hitnotering: 28-01-2012 t/m 03-03-2012 |
| Week:                                  | 1                                      | 2                                      | 3                                      | 4                                      | 5                                      | 6                                      |                                        |
| -------------------------------------- | -------------------------------------- | -------------------------------------- | -------------------------------------- | -------------------------------------- | -------------------------------------- | -------------------------------------- | -------------------------------------- |
| Positie:                               | 48                                     | 46                                     | 38                                     | 39                                     | 38                                     | 37                                     | uit                                    |